# Leutnant
Leutnant é uma patente alemã equivalente ao Tenente das Forças Armadas Portuguesas. Está presente nas Forças Armadas Alemãs, austríaca e suíça.